# Знання — сила

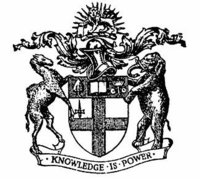
«Knowledge is power» це девіз на гербі School of Oriental and African Studies, Лондон.

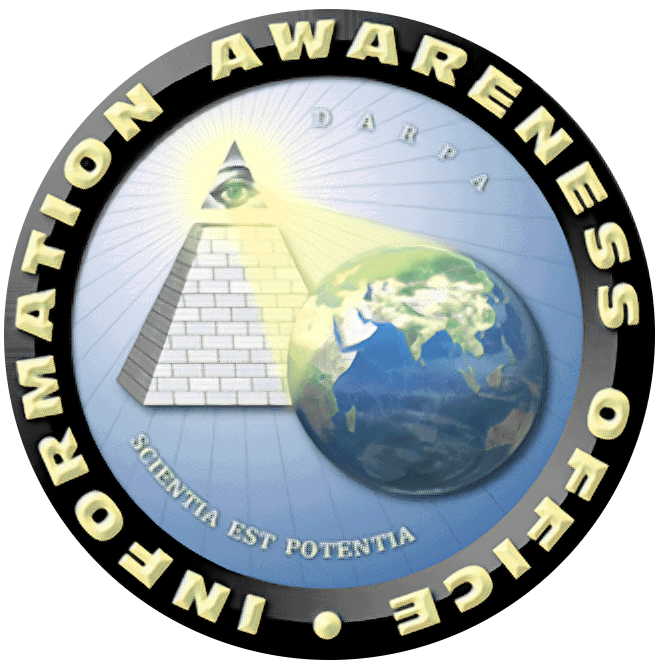
Герб Information Awareness Office з девізом scientia est potentia

Вислів «scientia potentia est» (або «scientia est potentia», а також «scientia potestas est») — це латинський
афоризм, який традиційно перекладається як «знання — сила». Його зазвичай пов'язують із Френсісом Беконом, хоча саме в такій редакції вираз не зустрічається ні в англійських, ні в латинських роботах Бекона. Однак, майже дослівно («ipsa scientia potestas est», «знання саме по собі сила») воно присутнє в творі Бекона «Meditationes Sacrae»(1597). У своєму загальновідомому формулюванні фраза «scientia potentia est» вперше з'являється у «Левіафані» Томаса Гоббса (версія 1668 року), який замолоду був секретарем Бекона.
Схожий вислів «sapientia est potentia» часто перекладається як «мудрість — це сила».

## Історія

### Походження і паралелі
Найперша документована поява вислову «Знання — це сила» відноситься до VII століття: вона зустрічається у книзі «Шлях красномовства» (спочатку на арабському) Імама Алі (599—661), першого імама шиїтського ісламу. Він сказав:
|                                                 | Знання є сила, i вона може наказувати. Людина, що має знання, під час свого життя може змусити людей підкорятися і слідувати за нею, і вихваляти і шанувати після її смерті. Пам'ятайте, що знання - правитель, а багатство - його підлеглий. (Імам Алі. Шлях красномовства, 146.) |
| — Имам Али. Путь красноречия, Высказывание 146. | |

Інша форма цього висловлювання є в книзі Шахнаме (Книга царів) перського поета Фірдоусі (940—1020), який писав:
|                                               | Ваша сила витікає з ваших знань - توانا بود هر که دانا بود (на фарсі). |
| — Фирдоуси. Шахнаме, первая поэма, куплет 14. |                                                                        |

Цей напіввірш також перекладається як «знання — сила» або «Той, хто має мудрість — сильний».
Подібне висловлювання на староєврейській мові, практично в тих же формулюваннях, міститься в біблійній Книзі приказок Соломонових:
|                                     | גֶּבֶר-חָכָם בַּעוֹז; וְאִישׁ-דַּעַת, מְאַמֶּץ-כֹּחַ Книга приказок Соломонових (24:5). |
| — Книга приказок Соломонових (24:5) |                                                                    |

та було перекладено на латинську мову:
|            | vir sapiens et fortis est et vir doctus robustus et validus, |
| — Вульгата |                                                              |

а в Женевській Біблії перекладено зі староєврейського як «Мудра людина сильна, бо людина знання примножує свою силу»:
|                                     | A wise man is strong: for a man of vnderstanding encreaseth his strength. Женевська Біблія, Proverbs 24: 5. |
| — Женевська Біблія, Proverbs 24: 5. | |

У синодальному перекладі фраза перекладена як:
|                | Мудрий сильніший, і людина розумна зміцнює силу свою. Прип. 24: 5. |
| — Прип. 24: 5. |                                                                    |

### Томас Гоббс

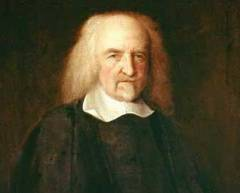
Томас Гоббс

Перше відоме відсилання до конкретної фрази з'явилося в латинському виданні «Левіафана» 1668 (англійська версія була опублікована у 1651 році). Цитований нижче уривок з частини 1 («De Homine»), глави X («De Potentia, Dignitate et Honore») входить до переліку різних якостей людини, які наділяють його «силою»; знанням в цьому переліку відводиться маленька роль:
|               | "Scientia potentia est, sed parva; quia scientia egregia rara est, nec proinde apparens nisi paucissimis, et in paucis rebus. Scientiae enim ea natura est, ut esse intelligi non possit, nisi ab illis qui sunt scientia praediti. |
| — Томас Гоббс | |

В англійській версії цей уривок звучить так:
|              | The sciences are small powers; because not eminent, and therefore, not acknowledged in any man; nor are at all, but in a few, and in them, but of a few things. For science is of that nature, as none can understand it to be, but such as in a good measure have attained it. Знання — невелика могутність, бо воно не проявляється зовні і тому ні в кого не помічається, так і володіють їм не всі, а лише деякі, і ці деякі мають знання лише небагатьох речей, а природа знання така, що пізнати його наявність в комусь може лише той, хто сам в значній мірі опанував його. |
| — Тома Гоббс | |

У більш пізній роботі, De Corpore (1655), також написаній на латині, Гоббс розвинув таку ж ідею:
|               | Кінець або можливості філософії, які ми можемо використовувати для нашої вигоди ефектів, перш помічених … для сенсу людського життя … Кінець знання — влада… нарешті, можливості всього припущення — виконання деякої дії, або речі, яка буде зроблена. |
| — Томас Гоббс | |

У своїй книзі Гоббс і соціальна традиція контракту [Архівовано 24 березня 2016 у Wayback Machine.] Гемптон (1988) вказує, що ця цитата «в дусі Бекона», а в виносці зазначає, що «Гоббс в молодості був секретарем Бекона та проводив із ним філософські дискусії (Aubrey 1898 331)»..

### Френсіс Бекон

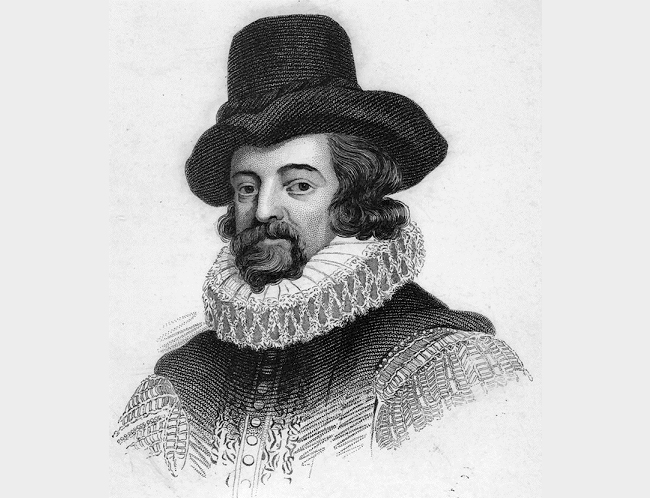
Френсіс Бекон, «ipsa scientia potestas est» (знання це само по собі сила). Meditationes Sacrae (1597)

Найближчий за формою вислів у роботах Бекона, ймовірно, «scientia potestas est», який присутній у творі Meditationes Sacrae (1597). Можливо, більш точний переклад цієї фрази звучав би як «знання — Його сила», тому що її контекст відноситься до якостей Бога і є частиною дискусії про єресі, які заперечують владу Бога:
|                 | Dei quam potestatis; vel putius ejus partis potestatis Dei, (nam et ipsa scientia potestas est) qua scit, quam ejus qua raovet et agit; ut praesciat quaedam otoise, quae non praedestinet et praordinet. Це положення є матір'ю всіх канонів проти єресей. Причина помилки двояка: незнання Божественної волі, і незнання, або поверхове знання Його могутності. Воля Бога в найбільшій мірі виявляється через Писання — тому вивчайте Писання; Його могутність найбільше виявлена в його творах, тому споглядайте і вивчайте його творіння. |
| — Френсіс Бекон | |

Далі Бекон переходить до розгляду основних «ступенів єресей», які заперечують або применшують владу і силу Бога. Зокрема, Бекон вказує на людей, які роблять більший акцент на Божественному знанні, ніж на Його моці (силі):
|                 | або, скоріше, на тій частині Божественної мощі, за допомогою якої він пізнає (адже і сама по собі знання є міць (сила)), ніж на тій, за допомогою якої Він діє (movet et agit). |
| — Френсіс Бекон | |

допускаючи тим самим, що Господь:
|                 | як байдужий глядач передбачає деякі речі, які Він, однак, не визначає. |
| — Френсіс Бекон |                                                                        |

Таким чином, головним атрибутом Бога, на думку Бекона, служить Його міць (могутність), Його сила, а, отже, і Його влада над творінням. І було б неправильно казати про Божественне знання як про якусь окрему Божественну атрибутику, бо саме по собі Божественне знання — це теж сила, що дає Йому владу над світом.
В іншому місці Бекон писав:
|  | Знання і могутність людини збігаються, бо незнання причини ускладнює дію. Природа перемагається тільки підпорядкуванням їй, і те, що в спогляданні представляється причиною, в дії представляється правилом. |

Тому необхідно брати до уваги Беконівське трактування сили, зокрема, відмінність, яку він робить між силою, яку дають знання, і тієї, яку дає дія; поза контекстом цитата змінює своє значення на протилежне. Однак цитата стала розхожим кліше без урахування цього контексту.

### Ральф Уолдо Емерсон
Ральф Уолдо Емерсон писав у своєму есе «Старість», яке увійшло до збірки «Суспільство і самотність» (1870):
|  | Вміння походить від виконання; знання приходить із завжди відкритими очима і працюючими руками; і немає знань, які не мають влади.. |

## Wissen ist Macht в Німеччині
Після об'єднання Німеччини в 1871 році гасло Wissen ist Macht, geographisches Wissen ist Weltmacht («Знання — сила, географічне знання — світова держава») часто використовувалося в німецькій географії та громадських дискусіях на підтримку створення німецької колоніальної імперії. Юстус Пертес, наприклад, використовував його як девіз для свого видавництва. Однак ініціатива проведення географічних досліджень виходила від громадськості, а не нав'язувалася урядом. Граф Отто фон Бісмарк не був зацікавленим в німецьких колоніальних авантюрах, його представник Густав Нахтігаль стояв біля витоків перших протекторатів, але його більше цікавив етнологічний аспект.
Після Першої світової війни німецька географія намагалася зробити свій внесок у відновлення світової держави. Такі вчені, як Карл Гаусгофер, колишній генерал, і його син Альбрехт Хаусхофер (обидва в тісному контакті з Рудольфом Гессом) змогли залучити всесвітню увагу до своєї концепції геополітики. Об'єднання німецьких географів і шкільних вчителів вітали прихід до влади націонал-соціалістів і сподівалися отримати додатковий вплив при новому режимі.
Після Другої Світової війни німецька географія стала трохи більш обачною, і до 1989 року концепції політичної географії і проєкції сили не були широко розповсюдженими науковими темами в Німеччині.
Географічні знання досі дуже важливі для Німеччини. Німці схильні жартувати над відсутністю інтересу до цієї теми у американських політиків і знаменитостей. Версія гасла партії Sponti (непарламентська опозиція) «Wissen ist Macht, nichts wissen, macht auch nichts» — каламбур «Знання є сила, незнання — теж нічого страшного». Йошка Фішер і Даніель Кон-Бендіт належать до тих членів партії Sponti які займали сильні позиції, хоча у Фішера не було освіти, крім ліцензії таксиста.
Батальйон Elektronische Kampfführung 932 радіоелектронної боротьби Бундесверу, який базується у Франкенберзі (Едер), як і раніше використовує латинський варіант «Scientia potentia est» як девіз.

## Інтерпретації
Хоча сенс фрази змінюється від автора до автора, вона найчастіше означає, що знання або освіта збільшують потенціал або здатності до життя. Володіння знаннями і залучення до них інших широко визнається як основа для покращення своєї репутації і впливу, і, таким чином, влади. Ця фраза також може бути використана як виправдання для небажання ділитися інформацією, коли людина вважає, що приховування знань може надати йому деякі переваги.
Згідно з ще однією інтерпретацією, знання — це єдина справжня сила, оскільки буквально все досягається за допомогою знань. У книжці "Сила знань в економіці та природі: знання - це сила, яка створює організований рух і ніколи не виконує жодної роботи" наводяться ральні приклади дії цієї "єдиної справжньої сили" в суспільстві та природі.

## У популярній культурі
У книжковій серії Terry Brooks Fantasy Shannara девізом друїдів є «Сила через знання». Це пов'язано з медальйоном «Eilt Druin» Управління Верховного друїда «в формі руки, що тримає чотири смолоскипи, що палають».
Франшиза відеогри Mortal Kombat популяризувала версію Емерсона: «Нема знання, яке не влада».
Епізод 5 сезону 2 (ефір 17 травня 2014 в США) з телесеріалу BBC America Темне дитя називається Ipsa Scientia Potestas Est.
Дебютний епізод 4 сезону телесеріалу Грімм починається з цитати «Знання — сила».
У другому епізоді телесеріалу Пуститися берега (англ. Breaking Bad) Волтер Уайт говорить «Знання — сила» своїм студентам.
Цитата «Знання — сила» з'являється в першому відео кожного фіналу Відкритої Вікторини Ландмарк.
У Грі престолів девіз Будинку Baelish — «Знання сила».
У Dota 2 персонаж має рядок підпису «Знання— сила» при виконанні дій.

### Використана література і джерела
- Thomas Hobbes, Opera philosophica, quae latine scripsit, omnia in unum corpus nunc primum collecta studio et labore Gulielmi Molesworth, Bart. (London: Bohn, 1839–45).
- Thomas Hobbes, The English Works of Thomas Hobbes of Malmesbury; Now First Collected and Edited by Sir William Molesworth, Bart. (London: Bohn, 1839–45). 11 vols.
- Ralph Waldo Emerson, Society and Solitude. Twelve Chapters, Boston, The Riverside Press, 1892.

## Додаткова література
- Haas, Ernst B. When Knowledge is Power: Three Models of Change in International Organizations. University of California, 1990. ISBN 0-520-06646-4.
- Higdon, Lee. «Knowledge is power.» University Business, September 2005.
  - Higdon argues that because the U.S. economy is a knowledge economy the decline in enrollment of non-U.S. students in U.S. universities «has serious long-term implications for the United States.»
- «Knowledge is power (But only if you know how to acquire it).» The Economist, May 8, 2003. [Архівовано 20 січня 2008 у Wayback Machine.]
  - A report on corporate knowledge management.
- Peterson, Ryan. «Michel Foucault: Power/Knowledge.» Colorado State University Resource Centre for Communications Studies. [Архівовано 3 грудня 2005 у Wayback Machine.]
  - An exploration of what Peterson terms Foucault's «new model of the relations of power and knowledge» that contradicts Bacon.
- Powers, Rod. «Knowledge is power in the military.» U.S. Military: The Orderly Room. [Архівовано 3 березня 2016 у Wayback Machine.]